# Brachydesmus istanbulensis
Brachydesmus istanbulensis är en mångfotingart som beskrevs av Karl Wilhelm Verhoeff 1940. Brachydesmus istanbulensis ingår i släktet Brachydesmus och familjen plattdubbelfotingar. Inga underarter finns listade i Catalogue of Life.